# Шериф-2
«Шери́ф-2» (рум. Sheriff-2) — футбольный клуб, базирующийся в городе Тирасполь, является резервной командой клуба «Шериф». Клуб основан в 1997 году. В настоящий момент выступает в Дивизионе «A», втором по силе дивизионе молдавского чемпионата. Вследствие того, что по правилам молдавской лиги резервные команды не могут играть в одной лиге с основной командой «Шериф» никогда не поднимался в Национальный Дивизион.

## Описание
В сезоне 1997/98 «Шериф-2» выступал в Дивизионе «Б», третьем по силе дивизионе страны, в группе «Юг» тираспольский клуб занял первое место. В связи с тем, что основная команда в этом же сезоне выиграла Дивизионе «A» дубль «Шериф» получил право со следующего сезона играть во второй лиге страны. В сезонах 1999/00, 2000/01, 2007/08, 2011/12, 2014/15, 2016/17 клуб становился победителем дивизиона.

## Академия футбола «Шериф»
16 августа 2003 года была основана Академия футбола «Шериф», она располагается на территории спортивного комплекса «Шериф». В настоящее время в ней учатся 400 детей в возрасте от 7 до 17 лет. Академия делится на два подразделения: юношеская (U8-U12) и профессиональная (U13-U18). Команда «Шериф-2» в основном состоит из выпускников Академии футбола. Воспитанниками академии являются Станислав Намашко, Александр Суворов, Андрей Корнеенков, Сергей Пащенко, Степан Сикач, Дмитрий Стажила, Сергей Георгиев и другие.

## Стадион

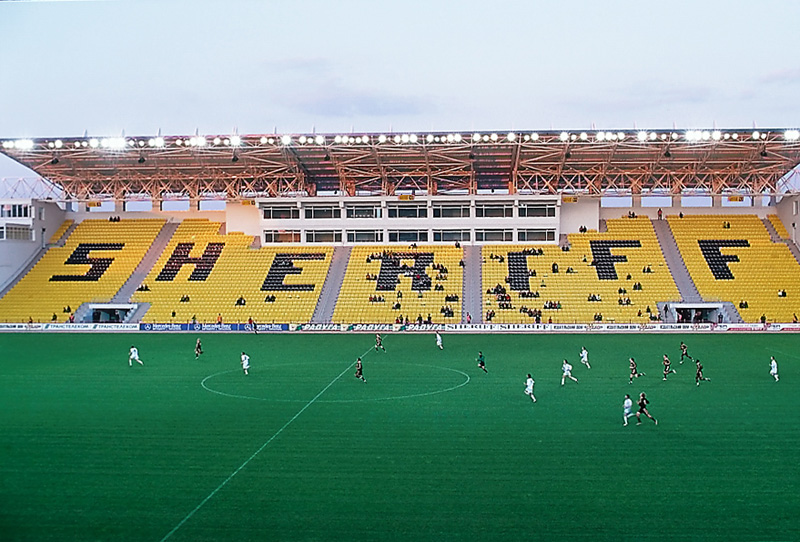
Главная арена спортивного комплекса «Шериф»

В августе 2000 года на западе Тирасполя началось строительство спортивного комплекса «Шериф» Спустя два года, в июне 2002 года была введена в эксплуатацию главная арена. Территория комплекса занимает площадь более 40 гектар.
Главная арена рассчитана на 13 300 сидячих зрительских мест, стадион оборудован телевизионной системой, позволяющей вести прямую трансляцию матчей. Раздевалки команд оснащены в соответствии с рекомендациями УЕФА, для команд имеются крытые разминочные залы, расположенные рядом с раздевалками. Игровое поле размером 105×68 м выполнено из натурального травяного газона, оно имеет дренажную систему, автоматическую систему полива, а также оборудовано системой подогрева поля. В 2011 году УЕФА выдвинула обновлённые правила для инфраструктуры стадионов, в связи с этим главная арена спорткомплекса «Шериф» подверглась реконструкции. Была произведена полная замена газона, реконструкция трибун, с оборудованием сектора для людей с ограниченными возможностями, улучшена дренажная система, добавлены новые места для запасных игроков и тренерского штаба команд, а также обновлен тоннель для выхода игроков на поле из подтрибунных помещений.
Малая спортивная арена спорткомплекса «Шериф» — вторая по величине спортивная площадка спорткомплекса. Она была введена в эксплуатацию в сентябре 2002 года, арена рассчитана на 9 300 мест. На стадионе оборудовано шесть беговых дорожек, в 2011 году были произведены работы по полной замене газона на натуральное покрытие, улучшена система подогрева и дренажа поля, добавлены новые комментаторские кабины и рабочие комнаты для сотрудников УЕФА.
В состав комплекса также входят крытый футбольный манеж вместимостью 3 570 человек, который позволяет проводить футбольные матчи в осенне-зимний период, восемь тренировочных полей и гостиничный комплекс.

## Достижения
- Победитель Дивизиона «A» (7): 1999/00, 2000/01, 2007/08, 2011/12, 2014/15, 2016/17, 2021/22
- Победитель Дивизиона «Б» (1): 1997/98